# Idiocera (Euptilostena) moghalica
Idiocera (Euptilostena) moghalica is een tweevleugelige uit de familie steltmuggen (Limoniidae). De soort komt voor in het Oriëntaals gebied.